# Palmillas (Hidalgo)
Palmillas es una localidad de México, localizada en el municipio de Mixquiahuala de Juárez en el estado de Hidalgo.

## Geografía
Se encuentra en la región geográfica del Valle del Mezquital; a la localidad le corresponden las coordenadas geográficas 20° 13’ 08.277” de latitud norte y 99° 11’ 55.506” de longitud oeste, con una altitud de 2001 m s. n. m. Cuenta con un clima semiseco templado.
En cuanto a fisiografía se encuentra en la provincia del Eje Neovolcánico, dentro de la subprovincia de Sierras y Llanuras de Querétaro e Hidalgo; su terreno es de llanura. En lo que respecta a la hidrología se encuentra posicionado en la región del Pánuco, dentro de la cuenca el río Moctezuma, y en la subcuenca del río Tula.

## Demografía
En 2020 registró una población de 2019 personas, lo que corresponde al 4.28 % de la población municipal, de los cuales 1008 son hombres y 1011 mujeres.
| Gráfica de evolución demográfica de Palmillas entre 1921 y 2020 |
|                                                                 |
| Población registrada por los censos y conteos del INEGI.        |